# Ярошенко Костянтин Володимирович
Костянтин Володимирович Ярошенко (нар. 13 жовтня 1968, Ростов-на-Дону) — російський наркоторговець, льотчик, фігурант дипломатичного інциденту між Росією та США. 28 травня 2010 року був заарештований у Ліберії в рамках операції «Рілентлес» (Relentless, з англ. — «нещадний») за звинуваченням у підготовці транспортування великих партій кокаїну, доставлений до США та 7 вересня 2011 року засуджений американським судом на 20 років позбавлення волі. 10 червня 2013 року Апеляційний суд другого округу США в Нью-Йорк відмовив у розгляді апеляції, не погодившись з її доводами. 27 квітня 2022 року був звільнений в результаті обміну на громадянина США Тревора Ріда.

## Біографія

### Походження
Костянтин Ярошенко народився 13 жовтня 1968 року. У 1991 році закінчив Краснокутське льотне училище цивільної авіації в місті Червоний Кут Саратовської області, після чого працював на Ростовському вертолітному заводі другим пілотом Ан-32, також літав на літаках Ан-12, Ан-24 та Ан-26.

### Діяльність
З 1998 року за разовими контрактами займався пасажирськими та вантажними авіаперевезеннями у країнах Африки, де використовуються літаки Ан-32. Є власником ЗАТ «РостАвіа» в Ростові-на-Дону. Сам Ярошенко заявляв, що жодних вантажів із часів розпаду Радянського Союзу взагалі не перевозив, а працював експертом із технічного стану літаків.

### Арешт та ув'язнення
За повідомленням дружини Ярошенка, 18 травня 2010 року він прилетів на переговори щодо нового контракту до Ліберії, у цій країні він раніше не був. 28 травня 2010 року Ярошенко був заарештований у столиці Ліберії Монровії співробітниками Агентства національної безпеки республіки Ліберія (АНБРЛ) за звинуваченням у підготовці до транспортування великої партії кокаїну. 30 травня 2010 року ліберійська влада передала Ярошенко в руки співробітників американського управління боротьби з розповсюдженням наркотиків (DEA), що входить до структури міністерства юстиції США, на підставі ордера на арешт, виданого окружним судом США по південному округу Нью-Йорка.
Усього було заарештовано 5 осіб (Chigbo Peter Umeh, Jorge Ivan Salazar Castano, Костянтин Ярошенко, Nathaniel French, Kudufia Mawuko), у тому числі й громадяни Нігерії, Колумбії, Гани. 1 червня 2010 року Управління боротьби з наркотиками Міністерства юстиції США доповіло про розкриття мережі наркоторговців, які планували доставити до Ліберії та Гани великі партії кокаїну загальною вагою близько 4 тонн і вартістю в 100 мільйонів доларів з Колумбії..
Арешт Ярошенка та інших фігурантів справи було проведено у рамках розслідування, яке розпочалося у 2007 році. Африканською частиною розслідування керував старший слідчий DEA Сем Гей, що базується в Лагосі (Нігер).
28 травня колеги повідомили Сему, що таємний інформатор, який видавав себе росіянину за наркоторговця, зателефонував Ярошенку та призначив йому зустріч у штаб-квартирі АНБРЛ. Глава цієї організації, який є сином президента Ліберії, обіцяв змовникам сприяння у доставці латиноамериканського кокаїну до Африки. Водночас голова АНБРЛ таємно співпрацював із американцями. Американський слідчий доручив співробітнику АНБРЛ привезти росіянина з готелю. Ярошенка провели до конференц-зали на четвертому поверсі будівлі ліберійської спецслужби. За словами Гея, росіянин з'явився з комп'ютером у руках, був веселим і тримався невимушено. За кілька хвилин льотчика заарештували співробітники АНБРЛ. При цьому Гей пише, що спочатку той прийняв свій арешт за розіграш, опору не чинив і поводився спокійно.

### Дипломатичний інцидент
19 липня посольство Росії у Вашингтоні надіслало ноту до державного департаменту США, вказавши на неприпустимість того, що дипломатичні служби не були вчасно поінформовані про затримання російського пілота. Російські дипломати стверджують, що ще ніколи так серйозно не було порушено Віденську конвенцію про консульські зносини 1963 року — вперше американські спецслужби захопили російського громадянина на території третьої країни, щоб таємно вивезти до США.
22 липня офіційний представник Держдепартаменту США Філіп Кроулі прокоментував це зауваження. За словами Кроулі, після того, як Ярошенко з'явився на перше слухання суду 1 червня, влада США намагалася повідомити про це російських дипломатів, щоб вони могли зв'язатися з росіянином і надати йому необхідну допомогу, але вийшла технічна накладка.
7 вересня 2011 року Окружний суд США по Південному округу штату Нью-Йорк ухвалив вирок російському пілоту Костянтину Ярошенку, визнаному присяжними винним у злочинній змові з метою контрабанди партії кокаїну вагою близько 4 тонн на суму понад $100 млн у США.
Стороною звинувачення в суді перед присяжними на зібраних матеріалах доказової бази, включаючи результати оперативного експерименту, протоколи проведених очних ставок і допитів, протоколи зізнань затриманих осіб, тексти розкритого електронного листування та телефонних переговорів, отримані в результаті санкціонованих оперативно-технічних заходів. з каналів зв'язку, — була недвозначно доведена провина Ярошенка в планованій, але зірваній завдяки проведеній облаві спробі контрабанди, і в попередніх випадках контрабанди наркотиків у країнах Латинської Америки, Європи та Африки з його безпосередньою участю у складі зазначеного транснаціонального наркосиндикату громадянина Росії, але також затриманих одночасно з ним громадян Колумбії, Гани, Сьєрра-Леоне та Нігерії.
Головуючий на процесі федеральний суддя Джедд Рейкофф визначив Ярошенко міру покарання у вигляді 20 років ув'язнення.
За відсутності вагомих причин для звільнення Костянтин Ярошенко мав вийти з в'язниці 30 жовтня 2027.

### Умови утримання
Тільки після подачі трьох заяв американська влада допустила до Ярошенка російського консула в Нью-Йорку Ігоря Голубовського, який відвідав засудженого 20 лютого 2014 року у в'язниці Форт-Дікс у штаті Нью-Джерсі. Консул заявив, що у Ярошенка «зовнішній вигляд дуже хворої людини». Він переніс тяжке інфекційно-вірусне захворювання. Скаржився на тортури, побиття, ненадання медичної допомоги. За його словами, йому заборонили на суді згадувати про тортури.
У січні 2016 року після проведеної в США позапланової операції стан здоров'я Ярошенка погіршився, до чого Генконсульство РФ у Нью-Йорку привернуло увагу американської влади.
У травні 2017 року звернення до президента США Дональда Трампа з проханням про помилування Ярошенко направила Уповноважений з прав людини в Росії Тетяна Москалькова.

### Обмін та звільнення
Російська влада вишукувала спосіб звільнення Ярошенка шляхом обміну на засудженого в Росії за шпигунство американця Пола Вілана.
27 квітня 2022 року було оголошено, що Росія обміняла Ярошенка на громадянина США Тревора Ріда, який раніше був засуджений і відбував покарання в Росії. Обмін відбувся на території Туреччини.

## Сім'я
- Дружина — Вікторія Вікторівна Ярошенко (з 1992 року).
- Дочка — Катерина Ярошенко, 1997 року народження[28][1].
- Мати — Любов Михайлівна Ярошенко (17.11.1941 — 7.5.2017), померла в Ростові-на-Дону після операції з видалення ракової пухлини[29]. У 2011 році висловлювала припущення, що підґрунтям арешту та засудження її сина є фабрикація американськими спецслужбами доказів проти Віктора Бута[30].

У серпні 2018 року вперше за 8 років ув'язнення в США Ярошенко зміг зустрітися з дружиною та дочкою.